# Masashi Kudo
Masashi Kudo (工藤 政志, Kudō Masashi) est un boxeur japonais né le 24 août 1951 à Gojonome.

## Carrière
Champion du Japon des super-légers entre 1975 et 1978, il devient champion du monde WBA de la catégorie le 9 août 1978 après sa victoire aux points contre Eddie Gazo. Kudo conserve son titre face à Ho Joo et Manuel Gonzalez avant de s'incliner également aux points le 24 octobre 1979 contre Ayub Kalule. Il met un terme à sa carrière après ce combat sur un bilan de 23 victoires et 1 défaite.